# 산타크루즈 학살
산타크루즈 학살은 동티모르 집단학살 사건중의 하나이다. 포르투갈 국회의원과 언론인들이 동티모르를 방문하려고 하자 동티모르와 인도네시아의 갈등이 고조되었는데, 안전 문제로 방문이 취소된 후 다음날 한 청년이 인도네시아 군경에 의해 살해되었다. 이를 추모하기 위한 시위에 동티모르인 수백명이 집결하자, 인도네시아군이 이들을 살해하였다.

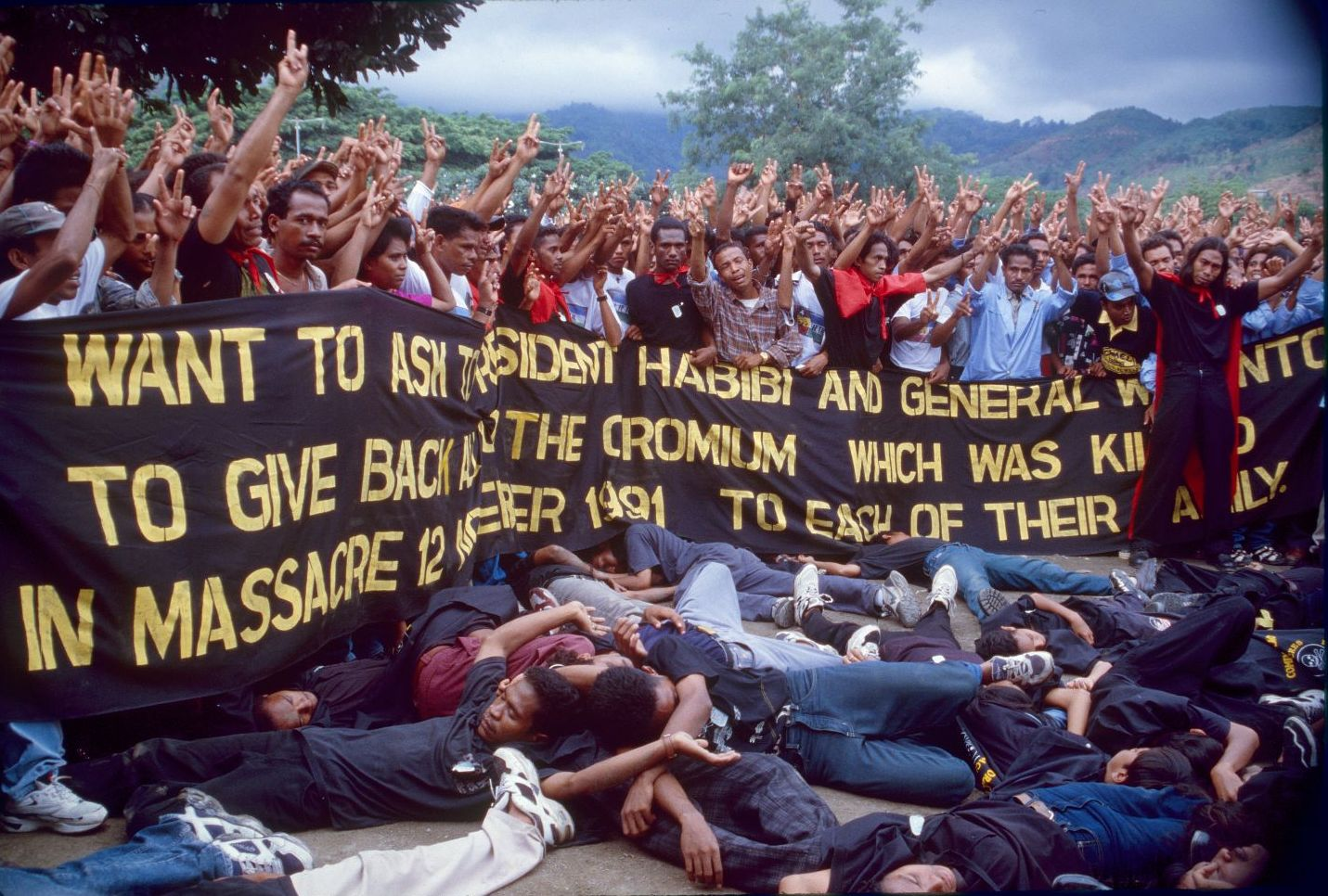
1991년 11월 12일 산타크루즈 학살에 대해 항의하며 1998년 11월 동티모르 주민들이 시위를 하는 모습.